# パット・ローチ
パット・ローチ（Pat Roach、本名：Francis Patrick Roach、1937年5月19日 - 2004年7月17日）は、イギリス・バーミンガム出身のプロレスラー、俳優。
プロレスラー時代は "ミッドランドの大砲（The Midlands Cannon）" の異名を持つヘビー級の大型選手として活躍。俳優業でも実績を残し、アクション映画などで屈強な悪役を演じた。

## 来歴

### レスラーとしての活動
1950年代は柔道家として活動し、全英柔道選手権に優勝後の1960年にプロレスラーに転向（デビュー年は1962年ともされる）。
ボンバー・パット・ローチ（"Bomber" Pat Roach）または ビッグ・パット・ローチ（"Big" Pat Roach）をリングネームに英国マット界の統括組織ジョイント・プロモーションズで頭角を現し、1969年2月には同組織との提携ルートで国際プロレスに初来日。豊登、サンダー杉山、グレート草津、ラッシャー木村、そして当時の国際プロレスのエースを務めていたビル・ロビンソンとも対戦した。以降もアルバート・ウォールやシーン・リーガンらと共に、ロビンソン渡米後のイギリスのプロレス界を支え、1972年9月にはカール・ゴッチのブッキングで新日本プロレスに参戦。ゴッチとのシングルマッチも行われた。
1975年にはアメリカのカリフォルニア地区に進出し、ロード・パトリック・ローチ（"Lord" Patrick Roach）を名乗る英国貴族ギミックのヒールとして活動。サー・オリバー・フンパーディンクをマネージャーに迎え、ロサンゼルスのNWAハリウッド・レスリングでは、エドワード・カーペンティア、ディノ・ブラボー、ポークチョップ・キャッシュ、S・D・ジョーンズ、ビクター・リベラ、そしてアンドレ・ザ・ジャイアントとも対戦した。サンフランシスコでは、アンドレ、パット・パターソン、ピーター・メイビア、ザ・ブルート、アンジェロ・モスカ、 ムーンドッグ・メイン、キンジ渋谷、ヘイスタック・カルホーン、ミスター・レスリングなどが参加したバトルロイヤルにも出場している。
その後もイギリスではジョイント・プロモーションズを活動拠点に、トニー・セント・クレアー、ワイルド・アンガス、ビッグ・ジョン・クインらと対戦。1981年はオットー・ワンツが主宰していたドイツ・オーストリアのCWAにも参戦し、ヨーロッパに遠征してきた若手時代のブレット・ハートにも胸を貸した。同時期、新日本プロレスが提唱していたIWGPにも、ローラン・ボックらと共にヨーロッパ代表として参加が噂された。1982年9月にはノッティンガムにおいて、海外武者修業に出ていたクイック・キック・リーこと前田日明と対戦している。
1986年には前王者セント・クレアーの離脱で空位となっていたブリティッシュ・ヘビー級王座を、キャリア末期の1990年と1991年にはヨーロピアン・ヘビー級王座をそれぞれ獲得している。1992年4月にはウェスト・サセックスのバージェス・ヒルで行われたトーナメントに出場、決勝で同じく柔道出身のピート・ロバーツを破り、優勝を果たした。以降、セミリタイア後も1990年代後半まで、イギリスやドイツでの試合に時折出場していた。

### 俳優としての活動
大柄で屈強な体格と風貌を活かし、現役レスラー時代から数々の映画やテレビドラマに悪役で出演。1980年代の『インディ・ジョーンズ』シリーズには、それぞれ違う役で全作品に出演した。特に、『レイダース/失われたアーク《聖櫃》』での大男のネパール人（ジャイアント・シェルパ）と、インディとの格闘の末に飛行機のプロペラに巻き込まれて絶命する屈強なドイツ兵（ファースト・メカニック）の二役が知られる。『スター・ウォーズ』のダース・ベイダー役のオーディションを受けたこともある。
私生活では故郷のバーミンガムでジムを経営し、気さくにサインや写真撮影に応じる温厚な人物であった。
2004年7月17日、喉頭癌のためウスターシャーのブロムスグローヴにて死去。67歳没。
彼の死後、『インディ・ジョーンズ』シリーズの新作として制作された『インディ・ジョーンズ/クリスタル・スカルの王国』に、かつて彼が演じたドイツ兵を彷彿とさせる屈強なソビエト兵（アントニン・ドフチェンコ）が登場した。

## 得意技
- フィンガー・スープレックス[3][18]

## 獲得タイトル
- ブリティッシュ・ヘビー級王座：1回[11]
- ヨーロピアン・ヘビー級王座：2回[12]

## 主な出演作品
- 時計じかけのオレンジ A Clockwork Orange (1971)
- バリー・リンドン Barry Lyndon (1975)
- タイタンの戦い Clash of the Titans (1981) ヘーパイストス役
- レイダース/失われたアーク《聖櫃》 Raiders of the Lost Ark (1981)
- ネバーセイ・ネバーアゲイン Never Say Never Again (1983)
- キング・オブ・デストロイヤー/コナンPART2 Conan the Destroyer (1984)
- インディ・ジョーンズ/魔宮の伝説 Indiana Jones and the Temple of Doom (1984)
- レッドソニア Red Sonja (1985)
- ウィロー Willow (1988)
- インディ・ジョーンズ/最後の聖戦 Indiana Jones and the Last Crusade (1989)
- 新・三銃士/華麗なる勇者の冒険 The Return of the Musketeers (1989)
- スピリット/傷だらけの栄光 The Big Man (1991) 劇場未公開
- ロビン・フッド Robin Hood: Prince of Thieves (1991)
- ある貴婦人の肖像 The Portrait of a Lady (1996)
- ザ・コンクエスト Kull the Conquerer (1997) 劇場未公開